# Craig R. Barrett

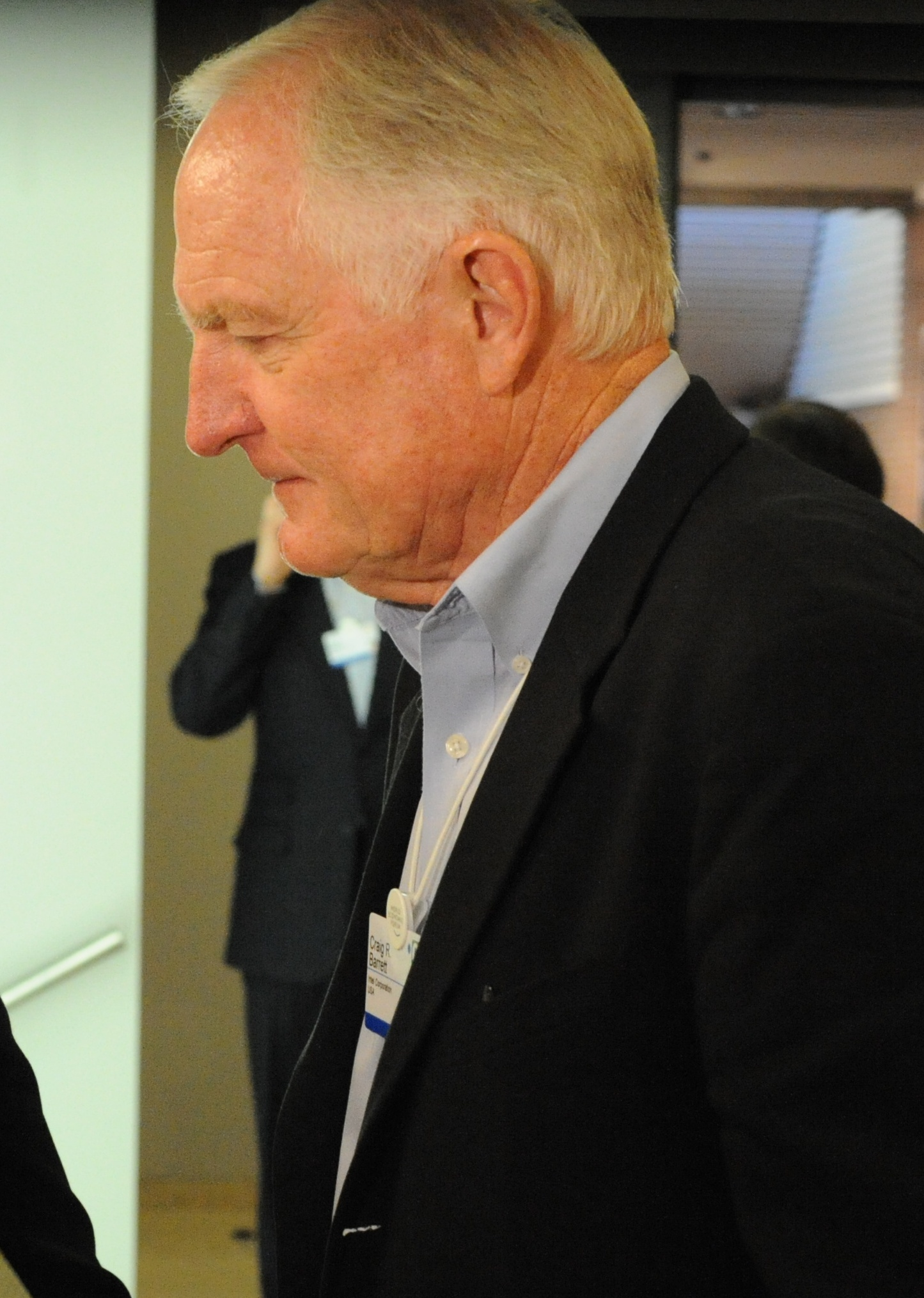
Craig Barrett (2008)

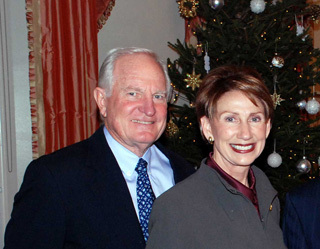
Craig und Barbara Barrett in der US-Botschaft in Helsinki (2008)

Craig Radford Barrett (* 29. August 1939 in San Francisco, Kalifornien) ist ein US-amerikanischer Ingenieur, Manager, ehemaliger Vorstand und CEO von Intel.

## Leben
Barrett studierte ab 1957 an der Stanford University mit dem Bachelor-Abschluss 1961 und dem Master-Abschluss 1963 sowie der Promotion in Materialwissenschaft 1964. Danach war er bis 1974 Associate Professor an der Stanford University. 1964/65 war er am National Physical Laboratory und 1972 war er als Fulbright Fellow an der Technischen Universität Dänemarks in Lyngby, wo er mit Rodney Cotterill arbeitete.
Ab 1975 war er bei Intel, zunächst als Manager im Bereich Zuverlässigkeit und Qualitätssicherung. 1983/84 leitete er die Komponentenzusammensetzung (Components Assembly), 1984 wurde er zum Vizepräsidenten ernannt und 1987 Senior Vice President. 1990 wurde er Executive Vice President der Microcomputer Components Group. 1992 stieg er in das Board of Directors von Intel auf und 1993 wurde er COO. 1997 wurde er Präsident von Intel und 1998 CEO, was er bis 2005 blieb, als er Aufsichtsratsvorsitzender wurde (Chairman of the Board). 2009 trat er als Chairman und Mitglied des Aufsichtsrats zurück.
Nachdem er bei Intel in den Ruhestand gegangen war, lehrte er an der Thunderbird School for Global Management in Glendale, Arizona. Er ist Ko-Präsident des Innovationszentrum Sakolkowo. Barrett ist Mitglied der National Academy of Engineering und Ehrendoktor der Universität von Nowosibirsk. 2004 erhielt er die Robert N. Noyce Medal.
Er ist mit Barbara McConnell verheiratet, mit der er zwei Kinder hat. Sie ist Secretary of the Air Force und war 2008/09 Botschafterin der USA in Finnland.

## Schriften
- mit William D. Nix & Alan S. Tetelman: The principles of engineering materials. Prentice-Hall, 1973, ISBN 0-13-709394-2